# Англо-португальский конфликт
Англо-португальский кризис (англ. 1890 British Ultimatum) — конфликт 1889-1890 года между Великобританией и Португалией за раздел территории Африки, на которую претендовали оба государства.

## Причина конфликта
Португалия пыталась претендовать на большую территорию между своими колониями Мозамбик и Ангола, включая большую часть современных Зимбабве и Замбии, а также большую часть Малави, которая была включена в так называемую «Розовую карту» Португалии. Конфликт 1890 года спровоцировала научная экспедиция португальцев в южную Африку под руководством португальского офицера Серпа Пинту, который исследовал макололо, народ, проживающий на юге Африки. Его экспедиция, по его словам, носила мирный характер.

## Ход конфликта
19 августа 1889 года Бьюкенен, действующий британский консул в Ньясаленде (современная Малави), выпустил декларацию, по которой португальцы должны были немедленно прекратить свою экспедицию. 23 октября Петре, британский посол в Лиссабоне, предупредил, что Великобритания выступит против любого португальского действия, которое угрожало бы её интересам.
Посол Петре не поверил словам португальского министра иностранных дел Гомеша относительно численности войск, сопровождающих экспедицию. Гомеш повторил заявления Серпа Пинту относительно мирного характера экспедиции наряду с гарантиями, что войска были исключительно для того случая, если макололо решат напасть. Петре обвинял Гомеша в проведении военной операции против макололо. По его словам, португальцы стремились захватить эту область, принадлежащую Великобритании.
18 декабря 1889 года Петре передал просьбу своего правительства не нападать на английские отряды, которые располагались в стране макололо. Через два дня Гомеш ответил, что Португалия организовала научную экспедицию, которую нельзя было расценивать как военную операцию. Это была ложь. Шесть дней спустя Серпа Пинту телеграфировал в Лиссабон и сообщил, что португальская власть была установлена в стране макололо.
Британцы ответили демонстрацией силы: 29 декабря Атлантическая эскадра прибыла в Лас-Пальмас-де-Гран-Канарию. 2 января 1890 года другая британская эскадра достигла Гибралтара. Петре послал записку Гомешу 6 января, требуя предоставить Великобритании гарантии того, что у Португалии не будет никаких намерений посягнуть на британские требования. Гомеш в очередной раз заявил, что экспедиция — не военная операция, а также заявил, что Португалия не может признать британские требования на территорию, которая была исторически португальской.
Тем временем Великобритания, узнав о новых португальских действиях в стране макололо, предъявила 10 января 1890 года Португалии ультиматум, выразив протест португальским действиям на этой территории и потребовав вывода всех португальских военных сил и прекращения административного контроля в стране макололо и окружающих областях. Англичане применили дипломатическое давление, заявив, что Португалия уже ранее приняла многие из требований, обрисованных в общих чертах в более ранней британской записке от 18 декабря 1889. Гомеш предложил, чтобы обе стороны согласились на статус-кво. Но Великобритании этого было мало, так как не было никаких гарантий того, что Португалия снова не установит свою власть над макололо.

## Результаты
Для подкрепления ультиматума большее количество британских военно-морских кораблей появилось возле о. Сан-Висенте, а также возле Лоренсу-Маркиша и Сан-Мартиньо-де-Келимане в Мозамбике. Британцы пригрозили занять эти территории, если их требование не будет выполнено. Гомеш передал британцам решение Португальского Совета. Совет решил уступить англичанам безоговорочно, и 12 января 1890 года были даны распоряжения, на основании которых с территории проживания макололо были выведены все португальские войска. Конфликт был исчерпан.